# Skanifest
 (septembre 2023).
Le Skanifest est un festival rock/ska/punk organisé depuis 2005 à Ciney en Belgique. 
Son objectif est de proposer une affiche orientée rock/ska/punk, à un prix démocratique. Skanifest tente chaque année de mêler les groupes débutants locaux, les groupes confirmés locaux et les artistes nationaux, voire internationaux, confirmés. 
Il a été créé par Amaury Gérard, Matthieu Chenot, Larry Gérard et Jéremy Bonmariage. L'ASBL du Skanifest fut dissoute en 2010 . 

## Édition 2005
L'édition 2005 (15 avril 2005) a rassemblé près de 400 personnes dans la joie et la bonne humeur. L'affiche était composée comme suit :
- Wash Out Test
- Gino's Eyeball
- Mad Men's Team
- Fucking Peanuts
- BP Buckshot
- Bilo Band

## Édition 2006
L'édition 2006 (25 mars 2006) a rassemblé environ 900 personnes. En voici l'affiche :
- Vic Ruggiero (Slackers, ex Rancid)
- The Moon Invaders
- PO Box
- Skating Teenagers
- Mad Men's Team
- Les Shadocks
- BP Buckshot
- Bilo Band

## Édition 2007
La troisième édition du skanifest a eu lieu le 27 janvier 2007 à la salle Cecoco à Ciney. Plus de 1000 personnes ont assisté aux différents concerts.
En voici l'affiche :
- Capdown (Royaume-Uni)
- Joshua
- Sweek
- Camping Sauvach
- Skafield (DE)
- PO Box (FR)
- BP Buckshot

## Édition 2008
Le 5 avril 2008 au Cécoco à Ciney. 
- The Locos
- La Ruda
- The Experimental Tropic Blues Band
- P.O. Box
- Atomic Leaf
- Elvis Black Stars

## Édition 2009
Le 6 février 2009 au Ciney Expo à Ciney dont environ 1400 personnes y ont assisté :
- Joshua
- Reel Big Fish
- Malibu Stacy
- Camping sauvach
- Suburban Legends